# Bedingt konvergente Reihe
Eine bedingt konvergente Reihe ist ein Begriff aus der Mathematik, insbesondere aus der Analysis. Eine konvergente Reihe wird bedingt konvergent genannt, falls sie nicht unbedingt konvergiert.

## Definition
Es sei {\displaystyle (n_{1},n_{2},n_{3},\ldots )} eine Folge natürlicher Zahlen, in der jede Zahl genau einmal auftritt. (Also die Abbildung {\displaystyle k\mapsto n_{k}} eine Bijektion von {\displaystyle \mathbb {N} } auf {\displaystyle \mathbb {N} } ist). Dann heißt die Reihe {\textstyle \sum _{k=1}^{\infty }a_{n_{k}}} eine Umordnung der Reihe {\textstyle \sum _{k=1}^{\infty }a_{k}}. Eine konvergente Reihe mit dem Grenzwert {\displaystyle s} heißt unbedingt konvergent, wenn jede ihrer Umordnungen wieder konvergiert, und zwar gegen den gleichen Wert {\displaystyle s}.
Eine konvergente Reihe heißt hingegen bedingt konvergent, falls sie nicht unbedingt konvergent ist.

## Beispiel
Beispielsweise die alternierende harmonische Reihe
{\displaystyle \sum _{k=1}^{\infty }{\frac {(-1)^{k-1}}{k}}}
und die Leibniz-Reihe
{\displaystyle \sum _{k=0}^{\infty }{\frac {(-1)^{k}}{2k+1}}}
konvergieren bedingt.

## Eigenschaften
- Aus dem Dirichletschen Umordnungssatz, der besagt, dass eine absolut konvergente Reihe auch unbedingt konvergent ist, folgt, dass eine bedingt konvergente Reihe nicht absolut konvergiert.[2] Im Endlichdimensionalen fallen die Begriffe der absoluten Konvergenz und der unbedingten Konvergenz von Reihen zusammen. Im endlichdimensionalen Fall ist also eine konvergente Reihe genau dann bedingt konvergent, wenn sie nicht absolut konvergent ist.[3]
- Nach dem Riemannschen Umordnungssatz kann eine bedingt konvergente Reihe für jedes {\displaystyle L\in \mathbb {R} } so umgeordnet werden, dass die umgeordnete Reihe gegen {\displaystyle L} konvergiert.